# 半盲近金线鲃
半盲近金线鲃（学名：Anchicyclocheilus halfibindus）为鲤科近金线鲃属的模式种及唯一的一种。模式产地为中国广西凤山县的一个地下湖泊。

## 分类地位
1992年，研究人员以本种为模式种创建了新属“近金线鲃属”，新属与金线鲃属（Sinocyclocheilus）主要区别在于侧线鳞与体鳞大小基本一致。但在1994年，就有学者认为本种与小眼金线鲃（Sinocyclocheilus microphthalmus）极为相似，认为本种是小眼金线鲃的同物异名。1998年，研究人员又否定了近金线鲃属的有效性。中国生物物种名录（2023年版）目前也将本种视为小眼金线鲃的同物异名。但是世界鱼类数据库（FishBase）和世界海洋物种目录（WoRMS）等数据库仍将本种视为有效物种。